# Sarah Voss
Sarah Voss (Frankfurt del Main, Alemanya, 1999) és una gimnasta artística alemanya. El 2019 va ser campiona de la modalitat individual d'Alemanya.
Va començar a practicar la gimnàstica artística als cinc anys, quan la seva mare va adonar-se de les seves possibilitats i va apuntar-la a un gimnàs. És membre del club TZ DSHS de Colònia (Alemanya).
El 2021 va ser la primera gimnasta artística que va actuar en un campionat internacional amb les cames cobertes per un motiu no religiós. Ho va fer en el Campionat Europeu de Gimnàstica Artística Individual, com a protesta contra la sexualització de la dona en aquesta modalitat esportiva. Va comptar amb el suport de la Federació Alemanya de Gimnàstica i altres gimnastes de l'equip alemany van seguir el seu exemple. En declaracions a la premsa va dir que un dels motius pels quals va decidir vestir un mallot que li cobrís també les cames era perquè volia arribar a les atletes joves, que en alguns casos no volen continuar practicant aquest esport perquè la vestimenta estàndard de competició per a la modalitat femenina és el mallot que deixa cames i cuixes descobertes. Va explicar que ella mateixa, com a nena, trobava bé el mallot, però en arribar a la pubertat i tenir les primeres regles, s'hi sentia incòmoda. Tot i que les competicions internacionals permeten dur les cames cobertes, se sol fer únicament per motius religiosos.